# Kartause Güterstein

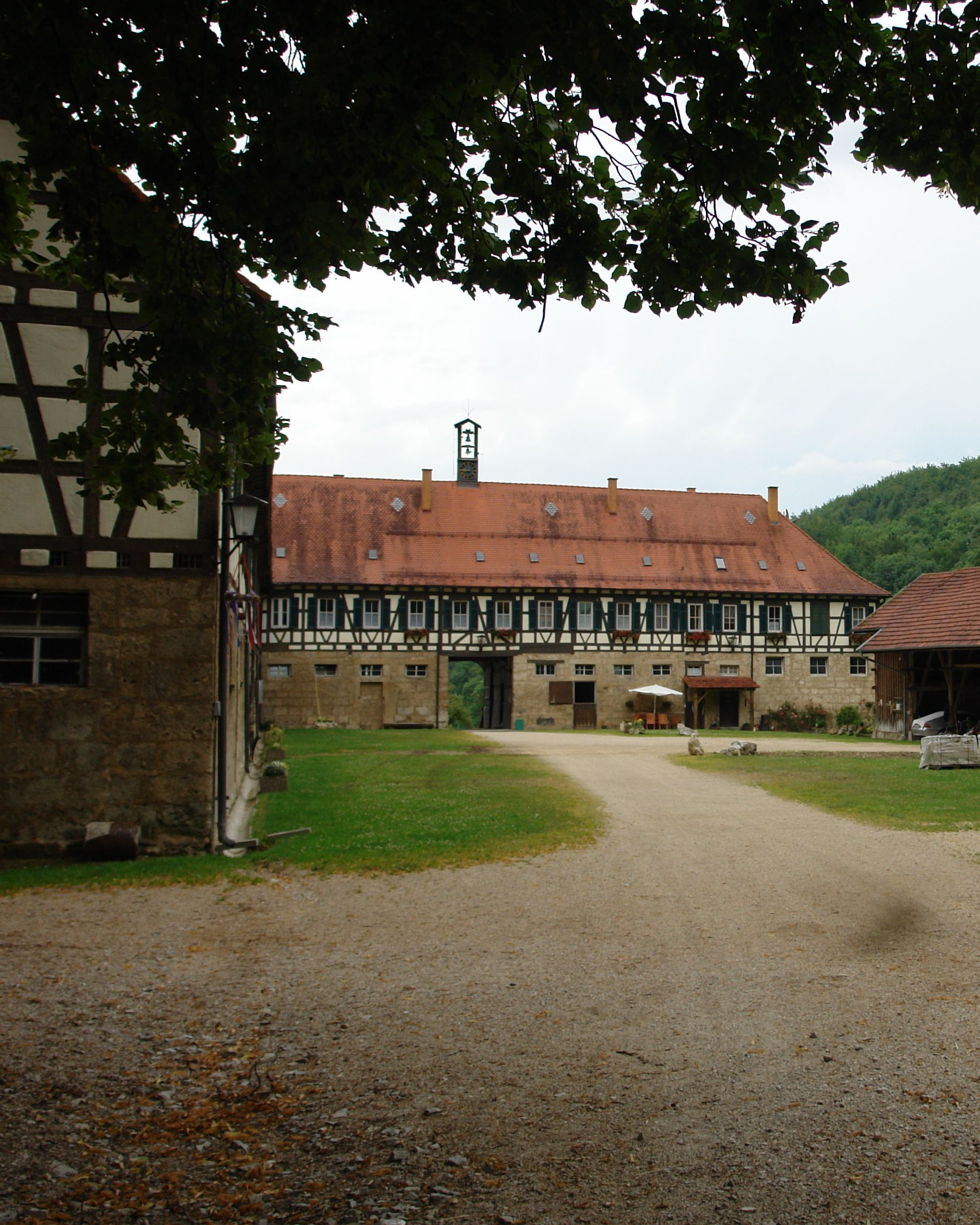
Gütersteiner Gestütshof heute am ehemaligen Ort des Klosterhofes am Fuß der Wasserfälle

Die Kartause Güterstein war eine Kartause bei Bad Urach. Der Name Güterstein taucht allerdings erst gegen Ende des 14. Jahrhunderts in den Quellen auf.

## Geschichte

### Zisterzienserzeit
Konrad von Urach, Kardinal und Generalabt der Zisterzienser, soll im frühen 13. Jahrhundert ein Kloster ad lapidem gestiftet haben, um das sich später auch sein Bruder Rudolf von Urach kümmerte. Die Quellenlage für diese frühe Zeit ist spärlich. Mit dem Ende der Stauferzeit, als sich die Grafen von Urach aus dem Ermstal zurückzogen, endete wohl auch die erste Phase des Klosters.

### Benediktinerzeit
Offenbar wurde das Kloster von den Benediktinern der Abtei Zwiefalten übernommen und erlebte unter diesen eine Blütezeit. Für die Zeit um 1380 ist die Existenz der Marienkapelle in Güterstein belegt, die von einer Propstei der Benediktiner betreut wurde und offenbar zu einem viel besuchten Wallfahrtsort wurde; außerdem wurde das Kloster durch seine Schirmherren, die Grafen von Württemberg, sowie den niederen Adel gefördert.

### Kartäuserzeit
1439 endete die Zeit der Benediktiner in Güterstein aus politischen Gründen. Die Grafen Ludwig I. und Ulrich V. von Württemberg protegierten die Kartäuser, denen sie das Kloster in Güterstein überlassen hatten und von denen sie sich Reformen in den Klöstern ihres Herrschaftsbereichs erhofften, so dass die Gütersteiner Grundherrschaft bald um Außenstellen in Ehningen im Gäu und um Entringen bei Tübingen erweitert werden konnte. Einfluss hatte der Orden über seine zahlreichen Patronatsrechte auch auf die Besetzung von Pfarrerstellen der Umgegend. Das Kloster war finanziell gesichert und wurde bis gegen Ende des 15. Jahrhunderts deutlich ausgebaut. 
Ab 1441/1442 war Güterstein die Grablege der Grafen von Württemberg, die nach der Teilung des Landes gemäß dem Nürtinger Vertrag den südlichen Teil des Gebietes beherrschten und auf Schloss Urach residierten. Da zahlreiche Mitglieder der Herrscherfamilie in rascher Folge starben, kam das Kloster in den Genuss zahlreicher Stiftungen zum Totengedenken.
Doch nicht nur die Kirchenpolitik der Landesherren machte die Kartause bekannt. Zwanzig Jahre nach der Ansiedlung der Kartäuser in Güterstein erhielt der Gütersteiner Prior in der Reformbulle Papst Pius II. den Auftrag der Klostervisitation. 
Die Kartause Güterstein verfügte über eine umfangreiche Bibliothek, wie ein Katalog der Bücherschenkungen aus der Mitte des 15. Jahrhunderts und Listen über Bücherkäufe belegen. Außerdem wurde geistliche Literatur, die sich auch an Laien richtete, verfasst. Aus dem Jahr 1447 stammt das Geistliche Gespräch zwischen einer Fürstin und einer Krämerin, ein volksmedizinisches Buch, das das Interesse der Leser an medizinischen Themen ausnutzt, um auch geistliche Inhalte zu vermitteln. Das Gespräch wurde schnell durch Abschriften verbreitet und tauchte bald auch in Augsburg und in Kirchheim im Ries auf.
Auch volkssprachliche Heiligenleben sowie ein gedrucktes Rosenkranzgebet entstanden in Güterstein. Übersetzt wurde dort das Alphabetum divini amoris ("Alphabet der göttlichen Liebe"), das 1493 in Memmingen gedruckt wurde. Die Übertragung ins Deutsche besorgte Johannes Mickel, der 1508 in Güterstein starb. Eine weitere herausragende Persönlichkeit unter den Mönchen war der Mediziner Dr. Thomas Finck (um 1455–1523).
Zum Diffinitorenkollegium des Generalkapitels gehörten die Gütersteiner Mönche Benedikt Eichel und Thilmann Mosenus; letzterer spielte auch bei der Auseinandersetzung der Kartäuser mit der einsetzenden Reformation eine nicht unbedeutende Rolle. Die Kartause Güterstein war innerhalb ihres Ordens schon wegen ihrer Größe – neben 20 Religiosenzellen verfügte sie noch über zehn weitere Zellen für Laienbrüder – einflussreich. 
Die enge Bindung an die Grafen von Württemberg, die ihr darüber hinaus noch mehr Macht gesichert hatte, löste sich jedoch nach und nach wieder auf. Graf Eberhard V. gründete 1477 die Universität Tübingen und berief im gleichen Jahr die Brüder vom gemeinsamen Leben nach Urach, die im Gegensatz zu den einsiedlerisch lebenden Kartäusern aktiv seelsorgerisch tätig waren.
Beide Maßnahmen schränkten die Bedeutung der Gütersteiner Kartause wieder ein.
1535 setzte die Reformation dem Klosterleben in Güterstein ein Ende. Ein Großteil der Mönche siedelte in die Kartause Buxheim über, so dass ein Versuch, die Kartause Güterstein 1550/1551 wieder zu beleben, zum Scheitern verurteilt war. Der einstige Prokurator der Kartause, Johannes Frey, konvertierte und wurde der erste evangelische Geistliche in Metzingen.

## Bauwerke und ihre Ausstattung

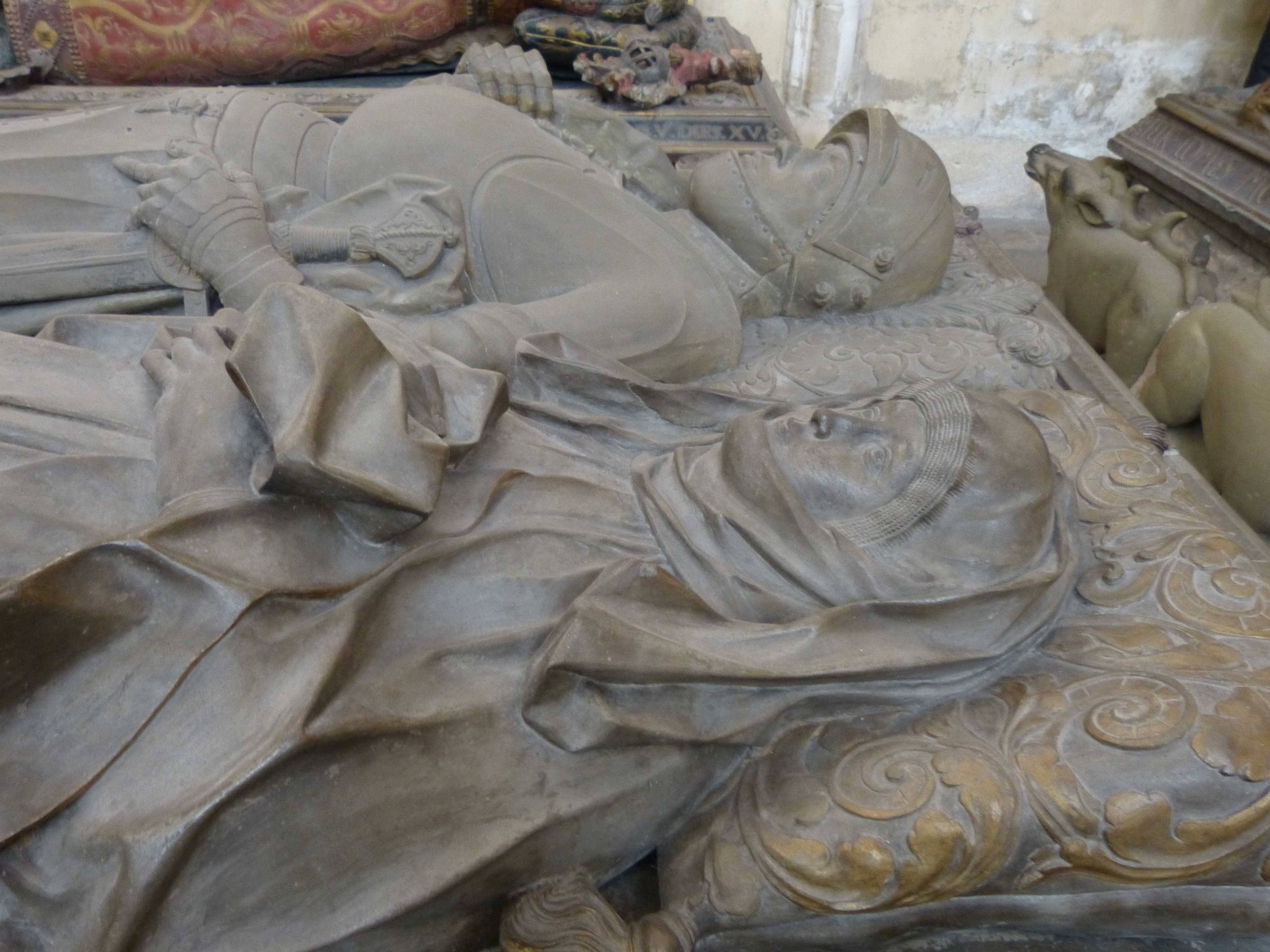
Grabmal Mechthilds von der Pfalz, um 1450, heute Stiftskirche Tübingen

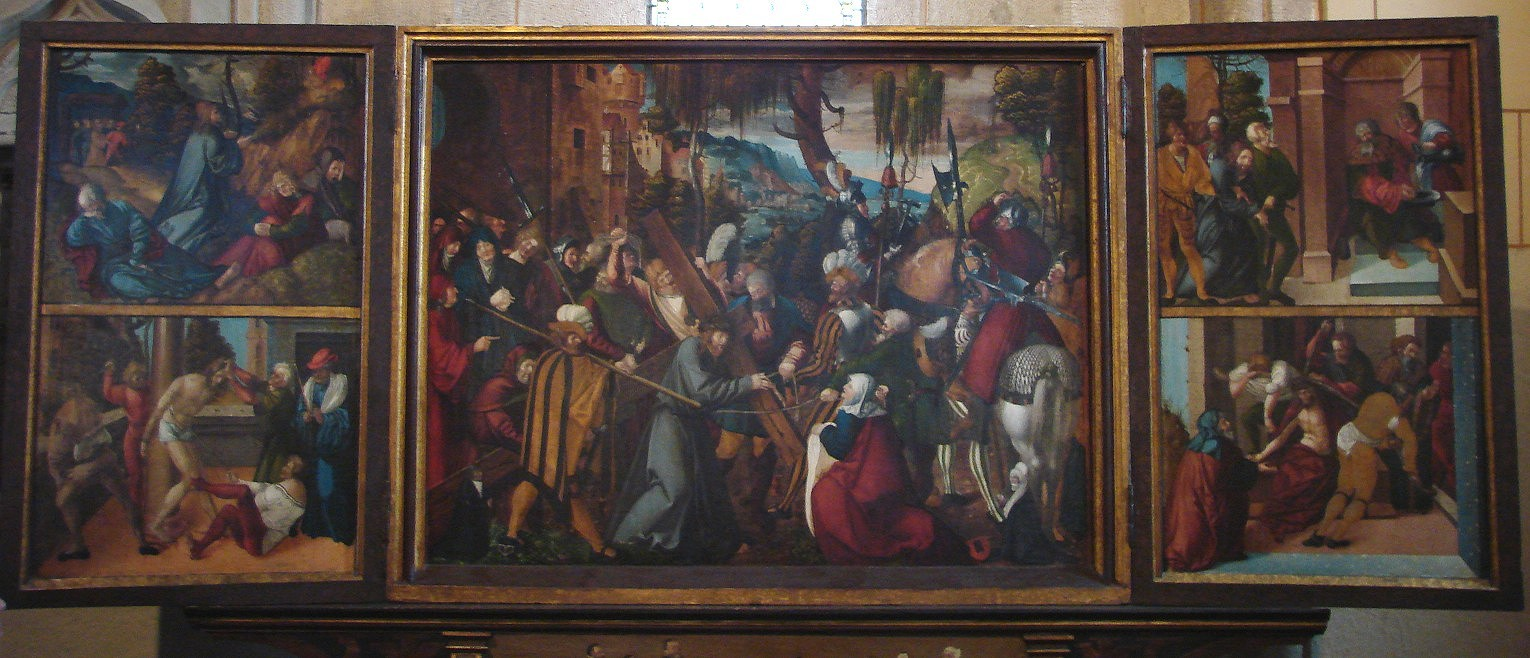
Passionsretabel, um 1512, heute St. Johannes der Täufer in Oberstenfeld

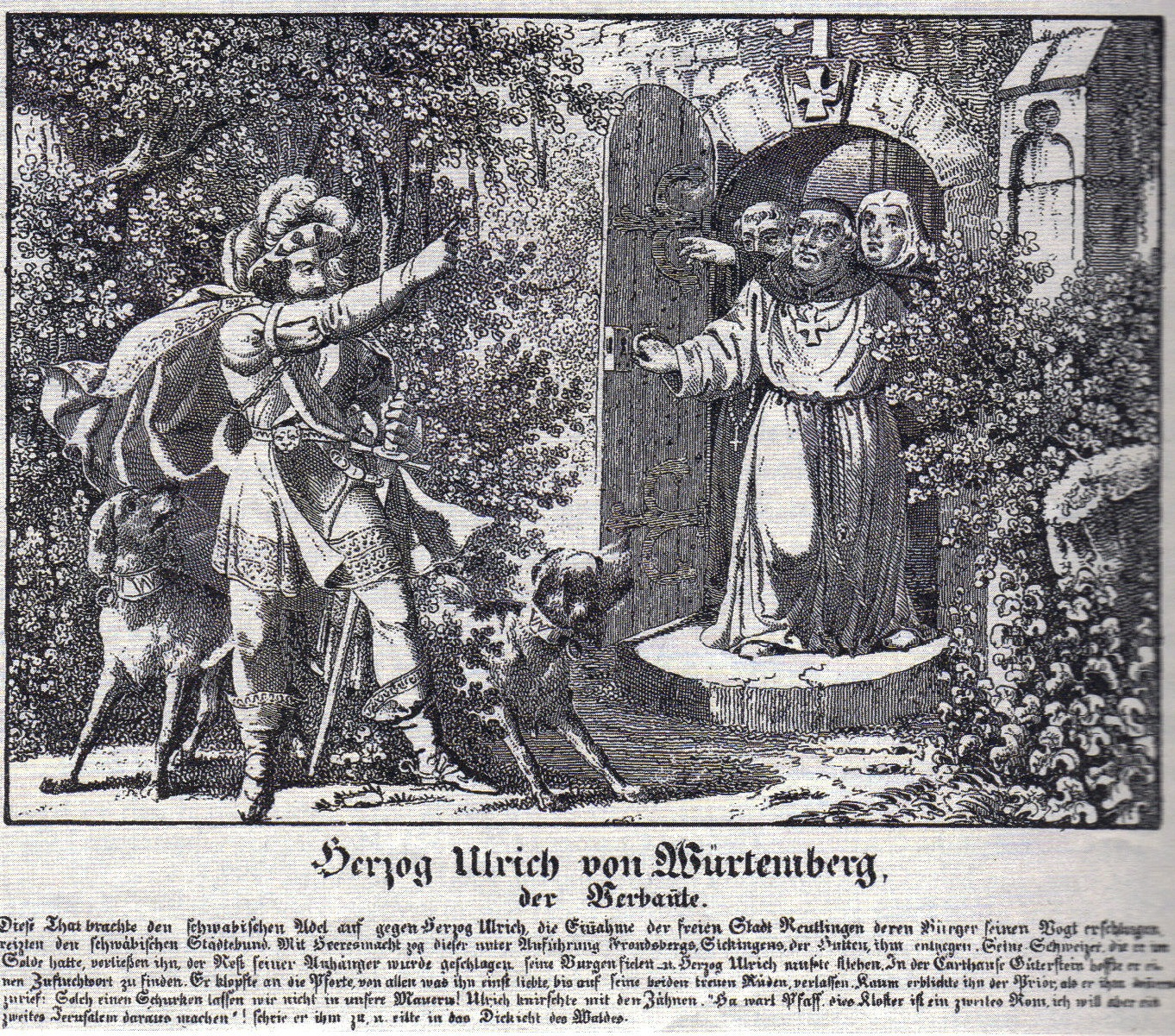
Seit dem 18. Jahrhundert erzählte man, Herzog Ulrich von Württemberg sei auf der Flucht von den Gütersteinen Mönchen abgewiesen worden und habe nach der Rückkehr an die Macht das Kloster aufgehoben.

Ein Pfleghof der Kartause ist noch heute in Urach zu sehen, doch von der Klosteranlage selbst ist an
Ort und Stelle fast nichts erhalten. Sie bestand aus einer Marienkirche, einer Grabkapelle, einer Pilgerkapelle und den Wohn- und Wirtschaftsanlagen des Konvents. Im Zuge der Reformation wurden die Gebäude größtenteils abgetragen; erhalten blieb zunächst noch die fürstliche Grablege. Ihre 1554 noch erkennbaren Überreste wurden nach Tübingen in die Stiftskirche überführt. Unter den erhalten gebliebenen Grabmälern ist z. B. das der Erzherzogin Mechthild, das möglicherweise um 1450 von Hans Multscher geschaffen wurde. Nicht sicher belegt ist die Herkunft des Passionsaltars von 1512 in der Kirche St. Johannes der Täufer, Oberstenfeld aus der Kartause Güterstein. 
Wahrscheinlich aus der Kartause stammt auch ein steinernes Kopffragment, das über den Uracher Altertumsverein in die Sammlung des Landesmuseums Württemberg in Stuttgart gelangte. Das Antlitz eines Trauernden wurde in der Mitte des 15. Jahrhunderts vermutlich von Hans Multscher geschaffen. 
Die Nachbarschaft der Gütersteiner Wasserfälle machte den einstigen Standort der Kartause jedoch für spätere Nutzer attraktiv, zum einen wegen des Kalktuffs, der dort abgebaut wurde, zum anderen wegen des Quellwassers. 
1715 wurde dort von Theodosius Ernst ein Wasserhebewerk eingerichtet, das den herzoglichen Fohlenhof versorgte. Ein weiterer Gestütshof wurde wohl am Standort des einstigen Wirtschaftshofes des Klosters errichtet.

## Trivia
- Auf der Mitteltafel eines Triptychons, das Bernhard Strigel um 1510 für die Freiburger Kartause im Auftrag ihres Priors Gregor Riesch angefertigt hat und das die Ausbreitung der Kartäuser zeigt, ist Güterstein im untersten Register gemalt und als „bone lapidis p(ro)pe urach“ durch eine beschriftete Tafel ausgewiesen.[5][6]

## Belletristik
- Louise Pichler: Die Karthause. Verlag Otto Risch, Stuttgart um 1890, (Erzählungen für die Jugend und das Volk. Band 14, 2. Aufl.).